# L'Élève de Beethoven
Pour plus de détails, voir Fiche technique et Distribution.
L'Élève de Beethoven (Copying Beethoven) est un film américano-germano-hongrois réalisé par Agnieszka Holland en 2006.

## Synopsis
XIXe siècle : à l'époque où Beethoven compose sa Neuvième Symphonie, ses facultés déclinent. À l'approche de la première exécution, il cherche un copiste pour l'aider à achever sa tâche : c'est alors qu'on lui présente Anna Holtz.
Une singulière relation s'établit immédiatement entre les deux protagonistes : étonné par son "audace" – Anna Holtz se permet en effet de corriger une entrée de mouvement que Beethoven aurait, elle en est convaincue, pensée puis transformée – le compositeur s'empresse de transmettre à un ami cette démarche autoritaire, sachant pertinemment que, de fait, "elle" (une femme, de surcroît) a raison. Une femme qui rêve, au-delà de son rôle de copiste, d'embrasser la carrière de "compositrice", soutenant, face au "Maestro" sceptique et ne ménageant pas une ironie certaine à son égard, qu'elle n'est pas la première. 
Tout au long de la suite du film, Beethoven marque son souci de persuader Anna Holtz, au travers des essais qu'elle lui présente et par des réactions malhabiles et blessantes pour "son élève", de rester Anna Holtz et non de devenir un deuxième Beethoven. Sur le plan sentimental, la jeune femme est amoureuse d'un jeune ingénieur, Martin Bauer, attelé au projet de réalisation d'un pont. Avec une infinie maladresse, Beethoven se révèle incapable de masquer la jalousie portée à un "rival installé". 
Plus que 'Copying Beethoven', Anna devient "les oreilles" du génie totalement sourd : lors de la première exécution publique de la Neuvième symphonie, masquée par des musiciens de l'orchestre, elle communique avec "le Maestro", lui signifiant, de la main, des yeux, du corps tout entier les entrées, le moment des attaques musicales, les tempos à respecter. Au terme de l'exécution éclatent applaudissements nourris et cris de joie du public ; tourné vers son orchestre, les yeux pétillants de joie, d'une certaine incrédulité et d'une sorte de questionnement assorti de curiosité, c'est à Anna que Beethoven, tourné par elle vers son public, devra de vivre et savourer pleinement son triomphe.

## Fiche technique
- Titre : Copying Beethoven
- Réalisation : Agnieszka Holland / Réalisatrice 2ème équipe : Kasia Adamik
- Scénario : Stephen J. Rivele et Christopher Wilkinson
- Directeur de la photographie : Ashley Rowe
- Musique additionnelle et thème d'Anna : Antoni Lazarkiewicz
- Décors : Caroline Amies
- Costumes : Jany Temime
- Montage : Alex Mackie
- Son : Simon Hayes
- Coiffure et maquillage : Trefor Proud
- Directrice de casting : Priscilla John
- Pays d’origine :  États-Unis,  Allemagne et  Hongrie
- Langue : anglais
- Format : Couleur - 2,35:1
- Durée : 104 minutes

## Distribution
- Ed Harris : Ludwig van Beethoven, le célèbre compositeur à la fin de sa vie
- Diane Kruger : Anna Holtz, une jeune femme désireuse de devenir compositrice, sa copiste
- Angus Barnett : Krenski
- Phyllida Law : Mère Canisius, la tante d'Anna, supérieure d'un couvent viennois
- Matthew Goode : Martin Bauer
- Joe Anderson : Karl van Beethoven, le neveu de Ludwig
- Ralph Riach : Wenzel Schlemmer, le vieil éditeur musical de Beethoven qui se meurt d'un cancer
- Nicholas Jones (en) : l'archiduc Rudolph
- Bill Stewart : Rudy
- Matyelok Gibbs : une vieille femme
- Viktoria Dihen : Magda
- Gabor Bohus : Schuppanzigh
- David Kennedy : le voisin
- Laszlo Aron : le juge